# Heyback
Heyback, en norsk typ av rälsbefästning. Den passar både trä- och betongslipers, men i Sverige används den bara på träslipers. I nuläget är Heyback den rälsbefästningstypen som är vanligast på träslipers i Sverige.